# Quarante
Quarante é uma comuna francesa na região administrativa de Occitânia, no departamento de Hérault. Estende-se por uma área de 30,05 km². Em 2010 a comuna tinha 1 807 habitantes (densidade: 60,1 hab./km²).